# Miguel Rellán
Miguel Ángel Rellán García (Tétouan, 7 novembre 1942) è un attore spagnolo.

## Filmografia parziale

### Cinema
- Fuga dall'inferno (El perro), regia di Antonio Isasi-Isasmendi (1977)
- Solos en la madrugada, regia di José Luis Garci (1978)
- El crack, regia di José Luis Garci (1981)
- L'alveare (La colmena), regia di Mario Camus (1982)
- El crack dos, regia di José Luis Garci (1983)
- Las bicicletas son para el verano, regia di Jaime Chávarri (1984)
- Tasio, regia di Montxo Armendáriz (1984)
- Sii infedele e non guardare con chi (Sé infiel y no mires con quién), regia di Fernando Trueba (1985)
- Il viaggio in nessun luogo (El viaje a ninguna parte), regia di Fernando Fernán Gómez (1986)
- Tata mía, regia di José Luis Borau (1986)
- La vita allegra (La vida alegre), regia di Fernando Colomo (1987)
- Il bosco animato (El bosque animado), regia di José Luis Cuerda (1987)
- Amanece, que no es poco, regia di José Luis Cuerda (1989)
- Bajarse al moro, regia di Fernando Colomo (1989)
- ¡Ay, Carmela!, regia di Carlos Saura (1990)
- Cómo ser mujer y no morir en el intento, regia di Ana Belén (1991)
- El maestro de esgrima, regia di Pedro Olea (1992)
- Todos a la cárcel, regia di Luis García Berlanga (1993)
- Il cane dell'ortolano (El perro del hortelano), regia di Pilar Miró (1996)
- En brazos de la mujer madura, regia di Manuel Lombardero (1997)
- ¡Ja me maaten...!, regia di Juan Muñoz (2000)
- No te fallaré, regia di Manuel Ríos San Martín (2001)
- Tiovivo c. 1950, regia di José Luis Garci (2004)
- Ninette, regia di José Luis Garci (2005)
- No lo llames amor... llámalo X, regia di Oriol Capel (2011)
- Pixel Theory, registi vari (2013)
- Le pecore non perdono il treno (Las ovejas no pierden el tren), regia di Álvaro Fernández Armero (2014)
- A cambio de nada, regia di Daniel Guzmán (2015)
- Villaviciosa de al lado, regia di Nacho G. Velilla (2016)
- Tiempo después, regia di José Luis Cuerda (2018)
- Nome in codice: Imperatore (Código Emperador), regia di Jorge Coira (2022)
- Voy a pasármelo bien, regia di David Serrano (2022)
- Me he hecho viral, regia di Jorge Coira (2023)
- Una hipster nella Spagna rurale (Un hípster en la España vacía), regia di Emilio Martínez Lázaro (2024)

### Televisione
- Los desastres de la guerra - miniserie TV, 6 episodi (1983)
- Total - film TV (1983)
- Una hija más - serie TV, 20 episodi (1991)
- Tango - serie TV, 8 episodi (1992)
- ¡Aquí hay negocio! - serie TV, 28 episodi (1995)
- Menudo es mi padre - serie TV, 60 episodi (1996-1998)
- Compañeros - serie TV, 121 episodi (1998-2002)
- Paco y Veva - serie TV, 18 episodi (2004)
- Film per non dormire: Spettro (Películas para no dormir: Regreso a Moira) - film TV (2006)
- La dársena de poniente - serie TV, 19 episodi (2006-2007)
- Dos de mayo - La libertad de una nación - serie TV, 13 episodi (2008)
- Plaza de España - serie TV, 12 episodi (2011)
- Fenómenos - serie TV, 9 episodi (2012-2013)
- La que se avecina - serie TV, 9 episodi (2015-2016)
- La gloria e l'amore (Tiempos de guerra) - serie TV, 13 episodi (2017)
- Vergüenza - serie TV, 20 episodi (2017-2020)
- Sentimos las molestias - serie TV, 12 episodi (2022-2023)

## Premi
- Premi Goya
  - 1987: "Mejor Actor de Reparto"